# Polübiosz
Polübiosz (ógörögül: Πολύβιος, latinul: Polybios), (Megalopolisz, i. e. 200 körül – i. e. 118) i. e. 2. századi görög történetíró, politikus. Fő művében, a Történetben vagy Történelemben (Hisztoriai) azt igyekszik bemutatni, hogyan hódította meg Róma a Földközi-tenger keleti és nyugati medencéjét. Magyarul Polübiosz történeti könyvei címmel olvasható.

## Élete
Polübiosz i. e. 200 körül született az árkádiai szövetséghez tartozó Megalopoliszban. Apja, Lükortasz előkelő származású volt. Erre utal, hogy Philopoiménnel, az árkádiai szövetség Spárta-ellenes politikusával (253-183) tartott szoros barátságot valamint az, hogy többször betöltötte a szövetséget vezető sztratégoszi hivatalt. Családi kapcsolatai miatt Polübiosz kapta azt a feladatot, hogy Philopoimén hamvait visszakísérje hazájába. 181-ben diplomáciai megbízással küldték Alexandriába, 169-ben rábízták az akháj szövetség második legfontosabb hivatalát, a hipparkhosz tisztét, azaz a lovasság vezetése lett a feladata.
168-ban Püdnánál a III. makedón-római háborúban a makedónok vereséget szenvedtek a római Aemilius Paullusszal szemben. Megalopoliszban a Róma-barát párt Polübioszt Róma-ellenes magatartással vádolta meg és túszként, ezer előkelővel együtt Italiába deportálta. Polübiosznak sikerült Rómában felkelteni maga iránt a senatusi arisztokrácia egyes tagjainak figyelmét. Barátságot kötött Aemilius Paullus akkor tizennyolc éves fiával, Scipióval, aki később a római arisztokrácia hellénbarát irányzatának a feje lett.150-ben hazatérhetett, de már 149-ben Scipio oldalán vesz részt a Karthágó elleni, ún. III. pun háborúban. Részt vett Karthágó ostromában is, majd ezután Scipio megbízásából egy felfedező expedíciót vezetett Afrika partjai mentén. 146-ban visszatért Akhaiába, és tagja lett annak a tízes bizottságnak, amelynek feladata a Korinthosz által vezetett Róma-ellenes felkelés utáni zavaros görög helyzet rendezése volt. 133-ban elkísérte Scipiót a Numantia elleni háborúba, majd a város eleste után körutat tett Nyugat-Európában: beutazta Hispania déli és nyugati partjait, Dél-Galliát, és átkelt az Alpokon átvezető hágón is. 118-ban, nyolcvankétéves korában érte a halál, amikor leesett a lováról.

## Írói tevékenysége
Nagy történeti művén kívül írásai jórészt elvesztek
- Írt egy három könyvből álló életrajzot Philopoiménról
- Hadtudományi munkája a Feljegyzések a taktikáról címet viselte
- Földrajztudományi műve Az egyenlítői övezet lakhatósága – ezt részben felhasználta történeti művének XXXIV. könyvében
- Írt egy monográfiát a Numantiai háború címmel.
- Főműve a 40 könyvet kitevő Történelem (Hisztoriai)

## A Történelem

### Elvei
A történetíró még ha autopsiával is rendelkezik, ha tapasztalatlan komoly hibákat követhet el. Hiszen hogyan értékelhet valaki helyesen egy harcrendet, egy ostromot vagy egy tengeri ütközetet, és hogyan értheti meg a szemtanúk beszámolóit a részletekről, ha ő maga nem jártas az efféle dolgokban? A kérdező szerepe ugyanis az elbeszélés megszerkesztésében legalább olyan fontos mint a szemtanúé, hiszen a részletek gondos összeillesztése lendíti előbbre az elbeszélést lépésről lépésre. A tapasztalatokkal nem rendelkező történetíró tehát alkalmatlan a szemtanúk kikérdezésére. De még akkor sem tudja felmérni, hogy mi történt, ha ő maga is jelen volt az eseménynél.
Saját bevallása szerint világtörténelmet ír:
célunk ... nem egyes történeti korszakok, hanem az egész világtörténelem ábrázolása. Így sokkal átfogóbb mű megalkotására vállalkozunk, mint bármelyik előttünk alkotó történetíró elődünk...
Eredetileg az volt a célja, hogy bemutassa a második pun háborútól (i. e. 220) a Makedón Birodalom összeomlásáig (a püdnai csatában, 168-ban) tartó időszakot, amikor is Róma az akkor ismert világ ura lett. Polübiosz szerint minden esemény valós időben és valós térben történik, ezért hangsúlyozza a földrajznak történeti segédtudományi szerepét. A különböző területek története a római hódítás során
egyetlen dráma, amelynek lényege annak kifejtése, hogy mikor és milyen okok következtében került az egész ismert világ a rómaiak uralma alá.
Amíg azonban tervének megvalósításával foglalkozott, mind Keleten, mind Nyugaton új események mentek végbe: a rómaiak a harmadik pun háború eredményeképpen 149-ben lerombolták Karthágót, és 146-ban lerombolták Korinthoszt is. Az író ezért az eredetileg 29 könyvre tervezett művét további tizenegy könyvvel toldotta meg. Így végül 144-ig jutott az események bemutatásában.
A történelem alakításában Polübiosz szerint a Sorsnak, a Tükhének is szerepe van, de nagy hangsúlyt fektetett az emberi tényezőre is. Az emberek részben egyénként gyakorolhatnak nagy befolyást a történelem alakulására – így kerülnek be a „nagy emberek” pl. Philopoimén, Hannibal, a két Scipio vagy V. Philipposz életrajzainak részletei a műbe. Másrészről külön hely illeti meg az emberek csoportjait is. Emiatt bemutatja a római polgárok közötti viszonyt rendező római alkotmányt is. A római alkotmányt elemző VI. könyvből kiderül, hogy Polübiosz vallotta az Arisztotelész óta divatos elvet az alkotmányok körforgásszerű változásáról. Másrészt pedig ő is elfogadta a kevert alkotmánynak (ún. mikté politeia) a teóriáját, mely ideális módon a római alkotmányban valósul meg. A római „alkotmány”: a consuloknak, a szenátusnak és a népnek a hatalomban való részesedése révén egyaránt tartalmaz monarchikus, arisztokratikus és demokratikus elemeket. Így minden társadalmi réteg érdekeltté válik az állam fenntartásában, és a belső viszályok intézményes keretek között tartásában.
A legtöbben azok közül, akik módszeresen igyekeznek tárgyalni ezt a kérdést, az államok három fajtáját sorolják fel. Az egyiket királyságnak nevezik, a másikat arisztokráciának, a harmadikat pedig demokráciának. Azt hiszem azonban, joggal megkérdezhetjük tőlük, vajon mint egyedül létező államformákat mutatják-e be nekünk ezeket, vagy, Zeusra, mint eszményi államformákat. Attól tartok ugyanis, hogy kiderül a tudatlanságuk, akár ezt válaszolják, akár azt. Nyilvánvaló ugyanis, hogy a legjobb államrendnek azt kell tartanunk, amelyik egyesíti magában a felsoroltak valamennyi sajátos vonását.
Művének leghíresebb epizódjában elbeszéli Karthágó elestekor Scipió híres elmélkedését a Sors forgandóságáról, illetve arról, miképp származott át a hatalom egyik népről a másikra (latinul ezt translatio imperiinek nevezik):
Scipio hirtelen felém fordult, megfogta a karomat és így szólt: „Dicső pillanat ez, Polübioszom! De az a balsejtelem gyötör, hogy egy napon majd az én hazámra is ugyanezt az ítéletet mondják ki." Nehéz lenne államférfihoz jobban illő és mélyebb kijelentést idézni. Hiszen aki a legnagyobb diadal és az ellenfél tragédiájának pillanatában képes a saját helyzetével és a körülmények esetleges forgandóságával szembenézni, illetve általában a szerencse időszakában Tükhé forgandóságára gondolni, az nagy és rettenthetetlen férfiú, azaz olyan ember, aki megérdemli, hogy megőrizzük emlékezetünkben. Amint a város a lángok martalékává vált, Scipio könnyekben tört ki és hosszasan állt ott, töprengve a városok, népek, dinasztiák elkerülhetetlen végzetén, mely mindegyiket utoléri. Arra gondolt, hogy ez történt a hajdan hatalmas Ilionnal, az asszír, a méd és a perzsa birodalommal, és nemrég az oly virágzó Makedóniával is. Majd akár szándékosan, akár véletlenül a következő sort kezdte szavalni:

Eljön a nap, mikoron megszentelt Ílion elvész 
 és Priamosz, meg népe a jógerelyes Priamosznak.

És mikor Polübiosz, aki a nevelője volt, nyíltan megkérdezte tőle, mit ért ezalatt, nem titkolózott, hanem nyíltan a hazáját, Rómát nevezte meg, mivel az emberi sors forgandóságát látva, féltette azt. [...] Én saját magam jegyeztem fel a szavait. [...]
Érdekesség, hogy művében leírt egy titkosírásra használt ókor módszert, az ún. Polübiosz-négyzetet.

### Hagyományozódás
Teljesen csak az első öt könyv maradt ránk. Kivonatokból ismerjünk a VI-XVI. könyveket, valamint a XVIII. könyvet. A kivonatolók közül kiemelkedik VII. Konsztantinosz Porphürogennétosz bizánci császár (Kr. u. 913–959), aki megbízást adott, hogy Polübiosz művéből tematikus kivonatgyűjteményt állítsanak össze. Semmit sem ismerünk a XVII., XIX., XXXVII. és XL. könyvből.

## Magyarul
- Polübiosz történeti könyvei, 1-2.; ford. Muraközy Gyula et al., utószó Tegyey Imre, jegyz., mutatók Forisek Péter; Attraktor, Máriabesnyő-Gödöllő, 2002 (Fontes historiae antiquae)